# Докторовский сельсовет
Докторовский сельсове́т — сельское поселение в Лебедянском районе Липецкой области. 
Административный центр — село Докторово.

## История
В соответствии с законами Липецкой области №114-оз от 02.07.2004 и №126-оз от 23.09.2004 Докторовский сельсовет наделён статусом сельского поселения, установлены границы муниципального образования.

## Население
| 2010 | 2012 | 2013 | 2014 | 2015 | 2016 | 2017 | 2018 | 2021 |
| ---- | ---- | ---- | ---- | ---- | ---- | ---- | ---- | ---- |
| 668  | ↘652 | ↘640 | ↘624 | ↘616 | ↘599 | ↘575 | ↘568 | ↗644 |

## Состав сельского поселения
| № | Населённый пункт | Тип населённого пункта       | Население |
| - | ---------------- | ---------------------------- | --------- |
| 1 | Докторово        | село, административный центр | ↘396      |
| 2 | Каменная Лубна   | село                         | ↘272      |